# ミエルかわぐち

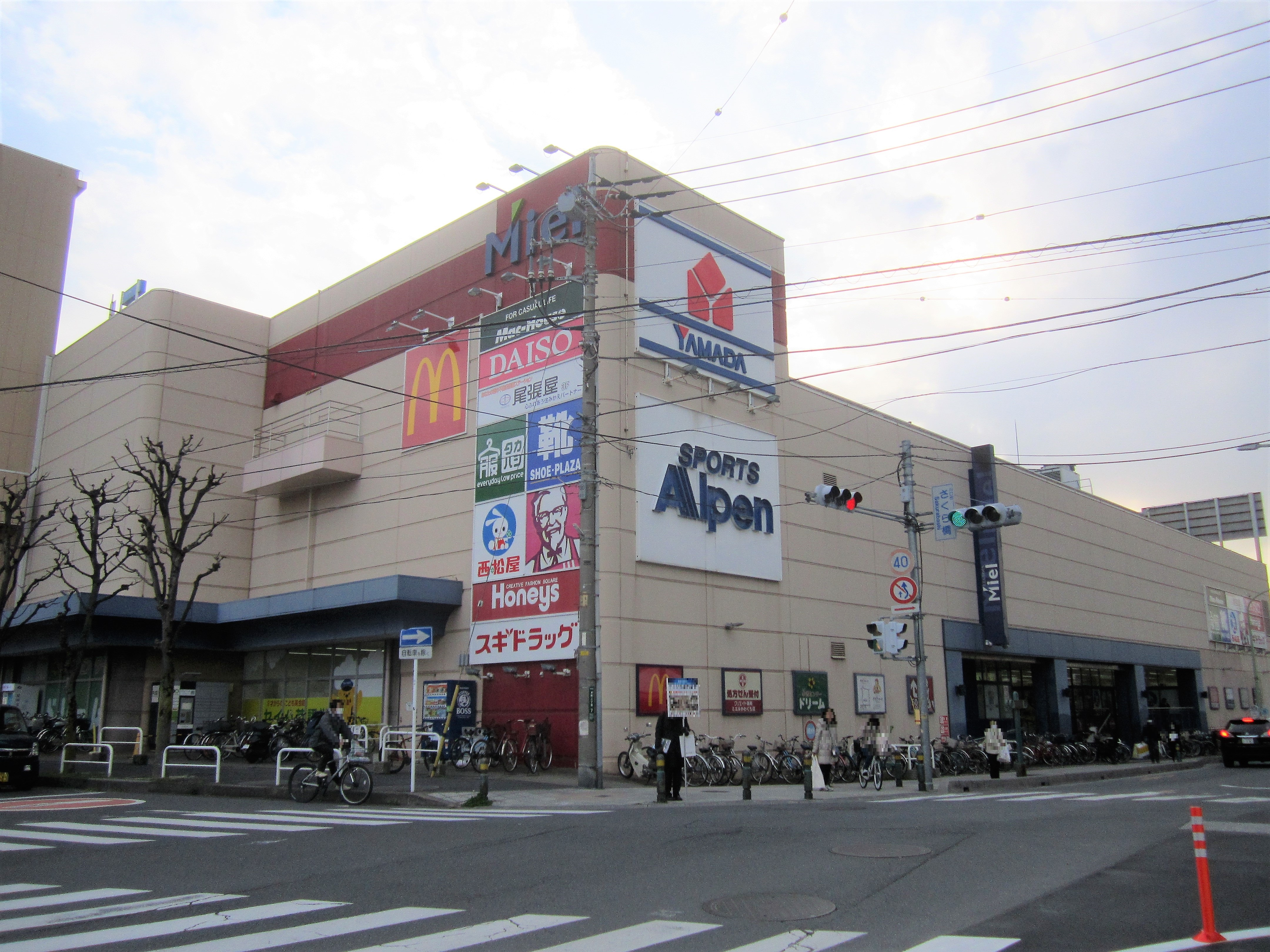
ミエルかわぐち

ミエルかわぐち（みえるかわぐち）は、埼玉県川口市本町にあるショッピングセンター。
2005年11月末日で閉店したダイエー川口店の跡地に2006年12月1日にオープンした。なお、ダイエー川口店（2001年店舗改装までバンドール川口店付設）の前身は忠実屋川口店（サンオー川口店付設）（～1994年3月）であった。

## 店舗概要
スーパーマーケットのヤオコー川口本町店をはじめ、37店舗のテナントが入店している。
徒歩約5分のところに埼玉高速鉄道線川口元郷駅がある。駅周辺には川口工業総合病院、川口郵便局、川口市立本町小学校、カトリック川口教会や様々な高層マンションなどが数多く立ち並んでいる。
| 店舗面積 | 約21,000m2 |

## 主な店舗
- ヤオコー[1]
- ヤマダ電機テックランド
- アルペン
- ザ・ダイソー
- ケンタッキーフライドチキン
- マクドナルド
- 西松屋

## アクセス
鉄道
埼玉高速鉄道線川口元郷駅（徒歩3分）
JR京浜東北線川口駅(徒歩15分)
バス
国際興業バス「芝川橋」（徒歩0分）
- 「川02　東領家循環」
- 「川04　川口駅東口‐舎人団地」
- 「川14−2　川口駅東口‐弥平町・入谷町経由‐舎人駅」
- 「川15　川口駅東口‐弥平町・舎人公園駅‐谷在家駅循環」
- 「川15-3　川口駅東口‐花の枝橋」

川口市コミュニティバス　みんななかまバス「芝川橋」（徒歩0分）
- 「川口07　川口元郷駅‐鳩ヶ谷駅東口」

車
駐車場は約700台駐車可能 。ミエルかわぐち利用（買い物）で3時間まで無料サービスを行っている。